# Abd el-Krim
Abd el-Krim (n. 12 ianuarie 1882, Ajdir⁠(d), Tangier-Tetouan-Al Hoceima⁠(d), Maroc – d. 6 februarie 1963, Cairo, Egipt) a fost un conducător al luptei de eliberare națională a poporului marocan. Oastea condusă de el a înfrânt armatele spaniole la Anual (1921); s-a proclamat emir și a încercat să elibereze Marocul francez, dar a fost învins în 1926, prins și deportat pe insula Réunion. În 1947 a evadat și s-a stabilit în Egipt.

## Legături externe
- Next publication of Abd el-Krim's biography in base of spanish official documents

Acest articol conține text din Dicționarul enciclopedic român (1962-1966), aflat acum în domeniul public.